# История Шумшу
Первонасельниками острова Шумшу были айны, принявшие православие и российское подданство к 1736 году.
Ко времени прихода русских людей на Курильские острова (1711 год) население архипелага уже не было однородным. На о-ве Шумшу жили ительмены, вытесненные с соседней Камчатки или бежавшие на остров от притеснения русских сборщиков ясака. В свою очередь, ительмены частично ассимилировали местных айнов, а частично потеснили их на о-в Парамушир и другие острова северной группы. На всех остальных «низлежащих» островах жили только айны.

## В Российской Империи
В 1711 году остров посетила экспедиция якутского казака Ивана Козыревского.
Одним из первых в этих местах появился якутский посадский Иван Кириллов. В 1743—1750 гг. он добывал там морских котиков и каланов. В 1743 году Кириллов построил зимовье в заливе Майроппу рядом с юртами аборигенов (будущее село Байково).
На Шумшу занимался промыслом приказчик Семён Ломов. В 1756 году он построил там часовню святого Николая в ознаменование успеха в делах.
С 1749 по 1785 годы на Шумшу существовала двуязычная русско-айнская школа. Первую русскую школу для айнов на острове устроили поселенцы. Учителем был отставной казак Шергин, который преподавал «правила христианской веры взрослым и учил детей грамоте». В 1755 году по желанию местных жителей учителем стал казак Рожнов. В школе учились постоянно не менее 15 мальчиков не только с острова Шумшу, но и с Парамушира. Впоследствии в наставники стали поступать выучившиеся в школе местные жители. Школа функционировала до 1785 года.
В 1760-х посланник камчатской администрации сотник Иван Чёрный заложил традицию порядкового исчисления островов и кучно расположенных субархипелагов Курильской гряды от Камчатки до Японии. Поэтому во времена гидрографических описаний конца 18 — начала 19 века остров также имел номерное обозначение в составе Курильской гряды — Первый. По распоряжению Камчатской администрации, в 1766 году в экспедиции на дальние Курильские острова, которую возглавил Чёрный, принял участие тойон «первого острова» Пётр Чупров.
Остров описан под названием Шоумшчу у Г.И. Шелихова в его «Путешествии г. Шелехова с 1783 по 1790 год из Охотска по Восточному Океану к Американским берегам...»:

Шоумшчу.  Остров сей в длину от Северовосточной к Юговосточной стороне простирается верст на 50, а в ширину на 30, низмен. В средине острова на Восточном берегу около моря высокий яр и каменные утесы, а близ берега множество Кекуров (Кекур называется близ берегов, или на берегах стоящий высокий камень, на подобие стены или столба). На острову усмотрены разные металлы, в том числе и серебреная руда, которая прежде сего бывала разработывана. По туже сторону выпала в море речка. По Северную сторону к западу берег песчаный и местами каменист. Насредине острова озеро окружностию около пяти верст, из которого выходит не большая в море речка. Кроме сей главной речки много есть и других мелких так как озер и болот; в падающие в море речки в Маие и Сентябре месяцах входит с моря рыба разных родов: Лососи, Горбуша, Голцы, Курижи; на море в тихую погоду промышляют удами терпути, треону и рямжу. Лесу круглого нет кроме мелкого ольховника, тальника, сланца кедрового, на котором растут мелкие орехи. Волнением на берег выкидывает китов и разных родов раков. На острове растет трава сладкая, из которой курят вино, купрень, кутагорник, Морковник, кои жителям служат в пищу. Из крапивы женщины делают веревки и сети. Мышей на острову разных родов множество, коих по тамошнему называют Наушьчичи.
На сем острове Ясачных 44 души.

С 1770-х на Курилы сначала эпизодически (с промышленниками русских купеческих компаний), а потом регулярно (с 1828 г. Российско-американской компанией) стали привозить алеутов и кадьякских эскимосов. Они селились на Урупе, Симушире и Шумшу. Хотя эти этнические группы жили обособленно, в русских источниках XVIII—XIX вв. и в литературе, особенно современной, за ними закрепилось общее название «курильцы», причем большинство современных авторов склонны ошибочно считать население всего архипелага в этот период айнским.
В 1831 году на острове официально был учтено 20 жителей, хотя тогда при переписях обычно учитывали лишь взрослых мужчин. Кроме того, многие аборигены умерли от эпидемии оспы.
Симодский трактат 1855 года официально сделал остров владением Российской империи.
В период существования Российско-американской компании здесь был процветающий посёлок, в котором жили и русские, и алеуты, и айны. Причем последним компания в делах промысла представляла «статус наибольшего благоприятствования»: если алеуты добывали калана, они половину вырученных за его продажу денег отдавали айнскому старшине.
Довольно пространное описание селения, относящееся к 1854 году, эпохе Крымской войны, приводит В. А. Римский-Корсаков (1980, с. 360):
«…У речки в вершине бухты… расположено компанейское селение, состоящее из церкви, товарного пакгауза, двух жилых изб и несколько землянок. Форсман занимает одну избу, в другой живет так называемый компанейский служитель… а в землянках помещены писарь из креолов, четыре алеута и четыре курильца, большею частью женатые. Избы, церковь и пакгауз привезены из Ситки… Церковь изобильно снабжена утварью и может поместить до 50 человек. Священника в ту пору не было, и Форсман по воскресеньям сам читал молитвы прихожанам. Пакгауз снабжен в изобилии всеми предметами, нужными для промышленников и курильцев: тут для них готовая одежда, обувь, белье, топоры, иглы, нитки и даже чай, сахар, серьги, кольца и т. д. Все это доставляется на компанейских судах, ежегодно сюда приходящих для промысла. На них же привозится и провиант… В лощине, на речке очень порядочные огороды. Жаль только, что лето вообще здесь холодно и овощи не доходят до полного возраста. Есть и коровы, козы, хотя в малом числе, потому что мало хорошей травы. Алеуты и служащие компании курильцы хорошо одеты, на вид здоровы и хорошо содержатся… Сам Форсман в ту пору доживал уже 13 год на Шумшу.

Все пропитание селения после хлеба зависит главнейше от рыбы, преимущественно лососьей породы… Курильцам и алеутам, кроме того, немало поживы от нерпы, сивуча и выбрасываемых на берег китов, ободранных китобоями».
С 1845 и как минимум до 1877 на Шумшу действовала православная часовня. Однако Петербургский договор 1875 года передал его вместе с другими островами российской части Курильской гряды во владение Японии, в обмен на отказ последней от территориальных претензий на остров Сахалин.

## В составе Японии
После 1875 года остров стал частью одноимённого уезда Шумшу (Сюмусю в японском произношении), в который помимо него самого включалась вся северная часть Курильской гряды по Шиашкотан и Мусир включительно. Уезд в свою очередь входил с 1876 по 1882 год в состав провинции Тисима под управлением Комиссии по колонизации Хоккайдо; с 1882 до 1886 года — в состав префектуры Нэмуро, после — префектуры Хоккайдо.
Правительство Мэйдзи не хотело, чтобы обрусевшие айны жили в непосредственной близости от северной границы империи. В 1884 году айны Шумшу были переселены японскими властями на Шикотан.
В 1892 году остров посетил видный японский сановник Генма Катаока, которого уполномочил обследовать Курильские острова император Мэйдзи. В честь Катаоки получили свои японские названия бухта и посёлок Катаока, основанный японскими поселенцами на месте айнского Майруппо вскоре после этого события. В 1893 году группой поселенцев общества «Хокугикай» (японского патриотического общества по освоению Курил), руководимого лейтенантом Гундзи Сигэтадой, в Катаоке был возведён самый северный дзиндзя тогдашней Японии. Гражданское население было занято преимущественно в морском рыболовстве.
В период русско-японской войны 1905 года патриотично настроенные японские граждане, такие как Гундзи Сигэтада (он же Гундзи Сечу), командир отряда японских первопоселенцев на Шумшу и глава «Хокугикая», производили с острова Шумшу браконьерские и мародёрские набеги на Камчатский полуостров. В частности, Гундзи Сигэтада предпринял попытку закрепиться в тех сёлах Камчатки, где осели айны с Курил (Явино и Голыгино).
В 1910 году здесь был построен консервный завод. К 1940 гражданское население острова превысило 2000 человек. Кроме них здесь расположилось и более 8000 военных.
В годы Второй мировой войны остров был сильно милитаризирован японскими вооружёнными силами (как армией, так и флотом). В середине острова располагался аэродром Миошина (Miyoshino, также как Миёсино — ныне урочище Кузминовка), находившийся в совместном ведении армии и флота. Военно-морская база в Катаоке находилась в ведении 5-го флота Японии. К ней относились близлежащий аэродром Имаизаки с двумя ВПП (ныне аэродром Байково), а также инфраструктура для приёма гидросамолётов (на озере Большом, яп. Беттоби).
С 1943 года до конца войны в августе 1945 года по этим военным объектам периодически наносили удары ВВС и ВМС Соединённых Штатов Америки, базировавшиеся на Алеутских островах.

## Овладение Шумшу в 1945 году
Взятие Шумшу Красной армией и ВМФ СССР явилось решающим событием в ходе всей Курильской операции, считающейся последней крупной битвой Второй мировой войны.
Японский гарнизон на острове насчитывал 8,5 тыс. человек, 60 танков, до 100 орудий и миномётов. На острове располагались подразделения 91-й пехотной дивизии, а также 73-й пехотной бригады Императорской армии Японии. Были оборудованы многочисленные доты и дзоты, соединённые подземными галереями. Все склады, госпитали и электростанция располагались под землёй на глубине до 50 м.
18 августа 1945 года советские войска высадили десант на остров (на его северное побережье, омываемое водами Первого Курильского пролива). За всю Курильскую операцию было 9 награждений званием Герой Советского Союза. Три из них за взятие о. Шумшу, посмертно. Матросы Пётр Иванович Ильичёв и старшина I статьи Николай Александрович Вилков на высоте 171 закрыли своими телами амбразуру вражеского дзота. Старший лейтенант Степан Аверьянович Савушкин, командир роты автоматчиков, одним из первых офицеров высадился на острове, лично уничтожил первый вражеский танк, неоднократно водил своих бойцов в рукопашные атаки. При водружении Красного знамени на высоте 165 был смертельно ранен.
23 августа японские войска капитулировали.

## В составе СССР/РСФСР — России
В 1945 году по итогам Второй мировой войны перешёл под юрисдикцию СССР. 2 февраля 1946 года включён в состав Южно-Сахалинской области.
В 1946 году на основе инфраструктуры Катаоки на Шумшу возник посёлок Байково.
2 января 1947 года Шумшу включён в состав Сахалинской области РСФСР.
5 ноября 1952 года остров серьёзно пострадал от цунами (Цунами в Северо-Курильске).
С 1991 года в составе России, как страны-правопреемницы СССР.
Все послевоенные десятилетия в посёлке Байково на Шумшу существовал аэродром, сам посёлок был полностью «военным» и с уходом военнослужащих закончилась его история. Байково просуществовало на Северных Курилах дольше всех (не считая Северо-Курильска на Парамушире) — до конца 90-х годов 20 века.
К концу 20 века все населённые пункты острова (Бабушкино, Байково, Дьяково, Козыревский, Курбатово, Северный, Шумный и Шутово) прекратили существование, остров стал необитаемым. В XXI веке помимо Байкова, в качестве местных урочищ сохраняются на карте острова Козырёвское, Бабушкино, Северный и Шутово.
В 2025 году началась разработка проекта по развитию острова, рассчитанного на 5 лет. На первом этапе будет создан военно-исторический мемориальный комплекс в память о Курильской десантной операции, который откроется летом этого года ко дню Курильского десанта, 18 августа. Также в мае на острове развернётся лагерь историков и поисковиков для исследования территории, извлечения останков воинов для захоронения и подбитых танков для создания из них музейных экспонатов.